# Anzegem
Anzegem este o comună neerlandofonă situată în provincia Flandra de Vest, regiunea Flandra din Belgia. La 1 ianuarie 2008 avea o populație totală de 14.116 locuitori. 

## Geografie
Comuna actuală Anzegem a fost formată în urma unei reorganizări teritoriale în anul 1977, prin înglobarea într-o singură entitate a 6 comune învecinate. Suprafața totală a comunei este de 41,79 km². Comuna este subdivizată în secțiuni, ce corespund aproximativ cu fostele comune de dinainte de 1977. Acestea sunt:
| - I. Anzegem - VII. Heirweg - II. Gijzelbrechtegem - III. Kaster - IV. Tiegem - V. Ingooigem - VI. Vichte |

Localitățile limitrofe sunt:
- Comuna Avelgem:
  - a. Kerkhove
  - b. Waarmaarde
- Comuna Zwevegem:
  - c. Otegem
- Comuna Deerlijk:
  - d. Deerlijk
- Comuna Waregem:
  - e. Waregem
- Comuna Wortegem-Petegem:
  - f. Wortegem
  - g. Petegem-aan-de-Schelde
  - h. Elsegem

1. ↑  Crossroad Bank of Enterprises, accesat în 21 iulie 2023